# Nem cua bể

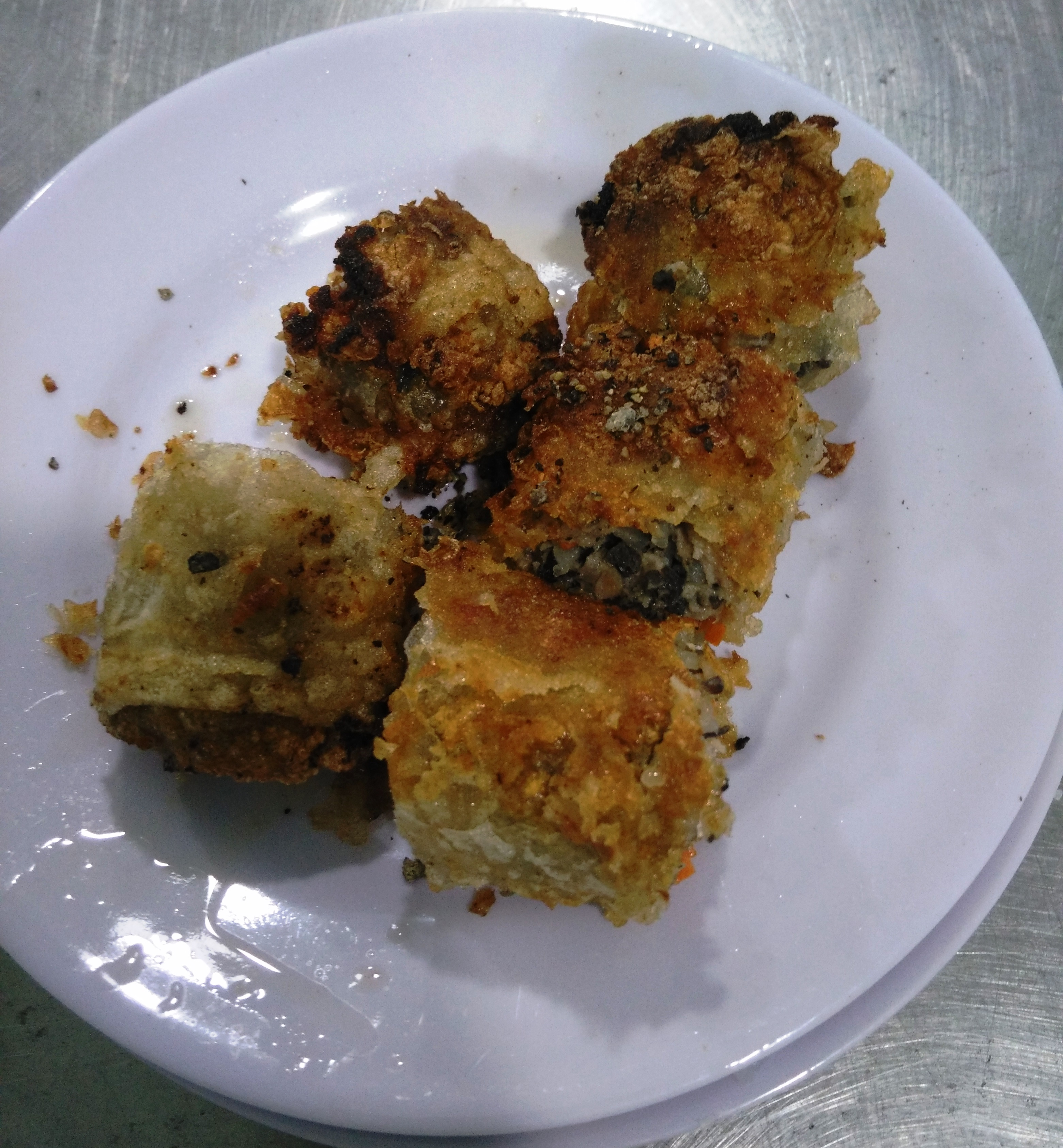
Một món nem cua bể, ăn kèm với bún chả, miếng nem có hình hơi vuông đặc trưng

Nem cua bể hay nem cua bể Hải Phòng là một món ăn đặc trưng trong ẩm thực Hải Phòng với những nguyên liệu ngoài thành phần thực vật (bánh đa gói nem, miến sợi, giá đỗ, hành lá, mộc nhĩ, nấm hương, cà rốt, su hào) còn có trứng gà (hoặc trứng vịt), thịt lợn nạc vai băm nhuyễn cùng với mỡ gáy, thịt tôm tươi, thịt cua bể tươi và phương pháp chế biến bằng cách rán (chiên) trong dầu ăn là chủ đạo. Món ăn này còn có một số tên gọi khác như chả nem (người miền Nam thường gọi là chả giò), chả nem hải sản... Do cách gói nem độc đáo theo hình vuông của người Hải Phòng mà nó còn có tên là nem vuông hay đầy đủ hơn là nem vuông cua bể, nem vuông hải sản.
Món bánh đa cua (theo truyền thống địa phương luôn sử dụng cua đồng và bánh đa đỏ) và nem cua bể (theo phong cách địa phương hay được gói kiểu hình vuông giống như chiếc bánh chưng ngày Tết) được nhiều người xem là hai món ăn có tính đại diện rõ nhất cho phong cách chế biến ẩm thực của Hải Phòng.

## Tổng quan
Lưu ý rằng theo cách chế biến truyền thống tại Hải Phòng thì ngoài tôm tươi (không dùng tôm khô) và cua biển, không cần dùng thêm loại hải sản nào nữa. Vài địa phương khác có thể biến tấu bằng cách cho thêm thịt mực, hoặc sử dụng tôm khô, cho thêm khoai môn hay củ đậu vào. Cũng giống nhiều nơi khác tại Việt Nam, món nem cua bể thường hay ăn kèm với bún tươi (loại sợi nhỏ, khác với bún sợi lớn thường dùng trong món bún tôm kiểu Hải Phòng), nước chấm (thành phần chính là nước mắm, giấm, nước đun sôi để nguội, đường cát, hành tây, cà rốt, đu đủ xanh thái lát, tỏi, ớt tươi) và rau sống.
Cùng với món bánh đa cua (theo truyền thống thường sử dụng cua đồng, đôi khi dùng cua bể để chế biến), nem cua bể được coi là hai món ăn có tính đại diện rõ nhất cho phong cách chế biến ẩm thực của người Hải Phòng. Nhưng khác với món bánh đa cua thường được xem là phổ biến và bình dân, nem cua bể đối với nhiều người Hải Phòng thu nhập trung bình (cũng như hầu hết người dân miền Bắc) cho đến những năm cuối thập kỷ 1990 vẫn thường được coi là tương đối đắt tiền và cầu kỳ trong chế biến.
Dù Hải Phòng khi đó (những năm 1990) có nguồn thủy hải sản khá phong phú nhưng một phần lớn là dành cho chế biến xuất khẩu (thường sang Trung Quốc) hoặc bán cho các nhà hàng lớn quanh thành phố, nên với những gia đình có thu nhập trung bình thời đó giá cua bể (cua biển) tương đối cao so với nhiều loại thực phẩm khác và cũng không có nhiều nguồn cua chất lượng để chọn lựa. Bởi vậy thời đó với nhiều người Hải Phòng, trong bữa cỗ nếu có món chả nem nhưng thành phần không có cua bể là điều rất bình thường, thậm chí nhiều nơi tôm cũng được dùng hạn chế so với thịt lợn nên ăn chả nem nhiều gây cảm giác chóng ngán.
Những năm qua, món nem cua bể (chủ yếu gói theo hình vuông) và bánh đa cua đã vượt khỏi biên giới Hải Phòng để du nhập đến một số địa phương như Hà Nội, Thành phố Hồ Chí Minh và được nhiều thực khách yêu thích. Tuy nhiên không phải quán ăn hay nhà hàng nào có phục vụ món bánh đa cua hay nem cua bể cũng đảm bảo đúng quy trình chế biến và hương vị nguyên gốc như cách chế biến tại Hải Phòng. Bởi vậy muốn thưởng thức đầy đủ hương vị độc đáo của những món ăn này, thực khách nên đến những địa chỉ ẩm thực hay nhà hàng đã có tiếng, thường do người gốc Hải Phòng mở ra.

## Nguyên liệu

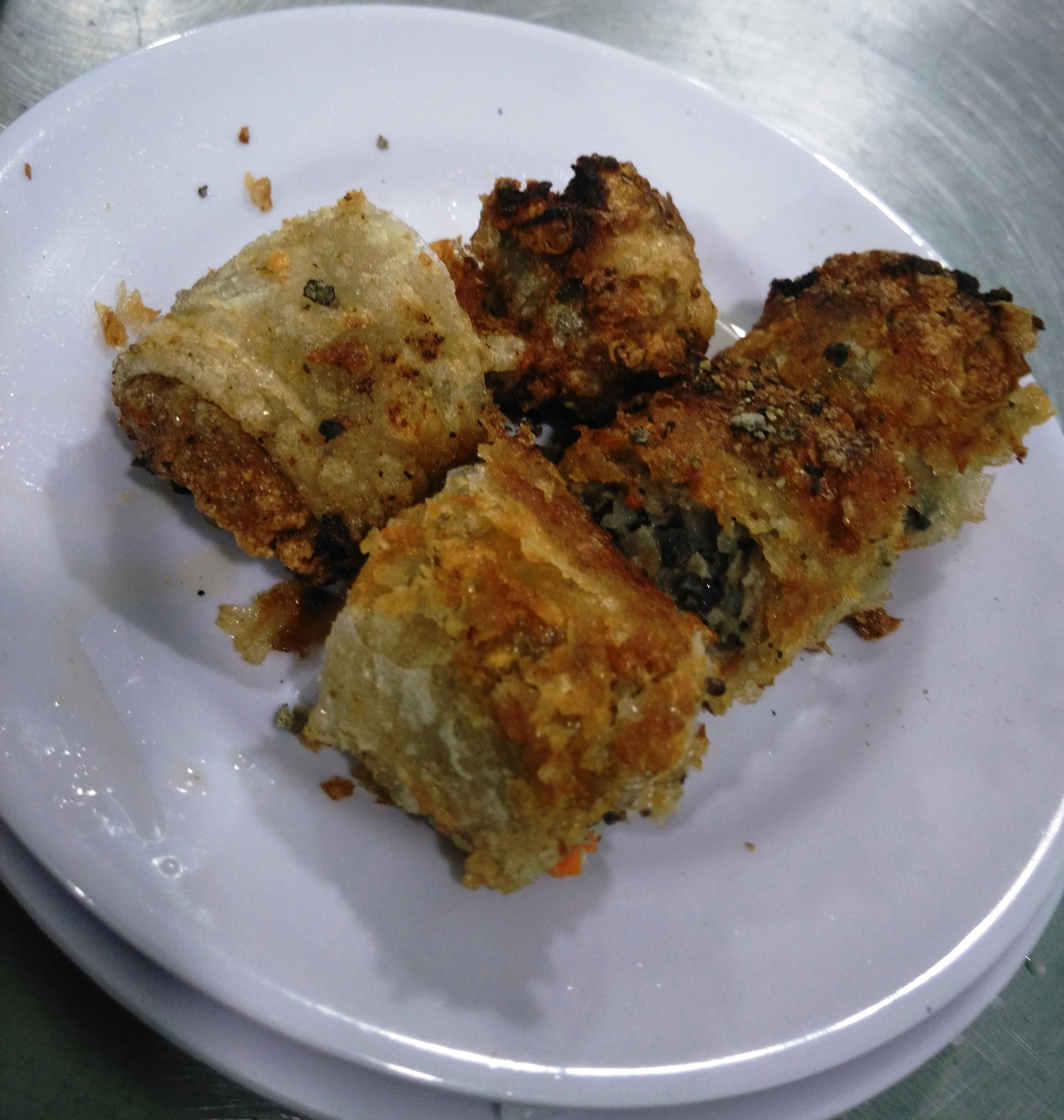
Nem cua bể

## Thưởng thức

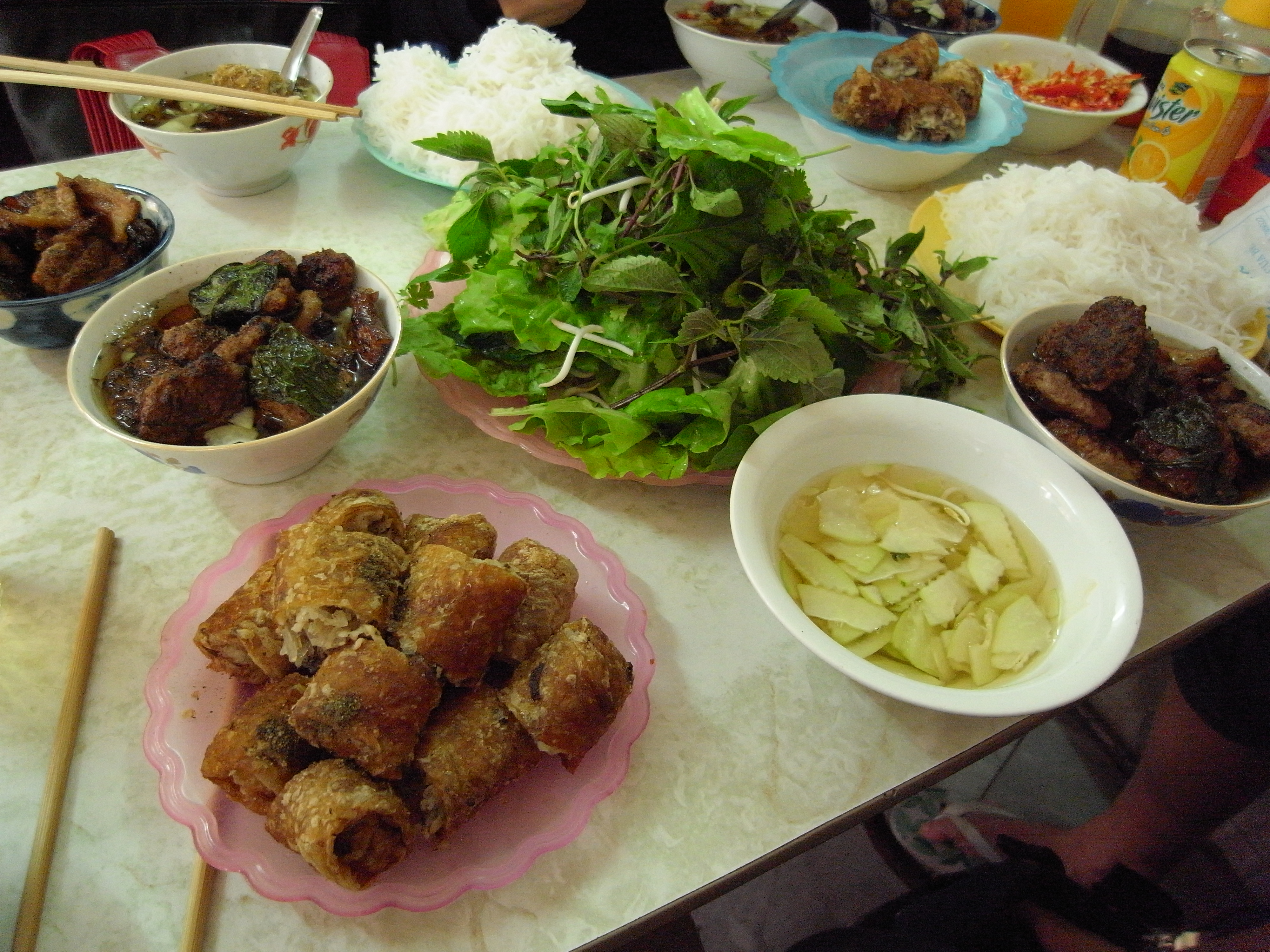
Nem cua bể được thưởng thức chung với món bún chả ở Hà Nội